# Ольшевський Сергій Сергійович
Сергій Сергійович Ольшевський (15 травня 1984) — фінансовий директор «Press Club Belarus», політв'язень, затриманий і звинувачений під час протестів у Білорусі 2020 року.

## Переслідування
Його затримали 22 грудня 2020 року на садибі «Press Club Belarus». На його дачі було проведено обшук, у результаті якого вилучили всі ноутбуки та банківські картки.
Після затримання Сергія Ольшевського відвезли на допит до Департаменту фінансових розслідувань. Спочатку його було ув'язнено в ізоляторі на вул. Акрестіна, а потім перевезли до СІЗО-1 у Мінську. 31 грудня 2020 року стало відомо, що йому висунули звинувачення згідно ст.243, ч.2 Кримінального кодексу «Ухилення від сплати податків, зборів у досить великому розмірі».
13 січня 2021 року спільною заявою одинадцяти організацій (Правозахисний центр «Вясна», Білоруська асоціація журналістів, Білоруський ПЕН-центр та ін.) Сергія Ольшевського, разом з іншими заарештованими працівниками «Press Club Belarus» було визнано політв'язнями.
19 серпня Сергій Ольшевський і співробітники «Прес-клубу» вийшли на свободу за амністією.